# دان سرفاتي
دان سرفاتي (Dan Serfaty)  (مواليد 5، 1966 في ستراسبورج، فرنسا) هو متعهد ورجل أعمال فرنسي.
اشتهر بأنه المؤسس والمدير التنفيذي للشبكة الاجتماعية لرجال الأعمال فياديو (Viadeo).

## السيرة الذاتية
بعد تخرجه من HEC Paris (Hautes études commerciales، باريس، فرنسا) عام 1987، قضى دان سيرفاتي عامين في الخارج قبل بدء حياته كرجل أعمال. في عام 1989، استحوذ على شركة في مجال السياحة، حقق منها أرباحًا قبل بيعها عام 1991.
وفي نفس الوقت شارك في تأسيس شركة متخصصة في توزيع منتجات الملابس المستوردة من آسيا، والتي باعها بعد 10 سنوات.
في عام 2000، أسس أجريجيتور، وهو ناد مخصص لرجال الأعمال لمساعدتهم على مشاركة تجاربهم وأفكارهم واتصالاتهم مع أعضاء النادي الآخرين، وكذلك مفهوم جديد في عالم المال: معظم أعضاء نادي أجريجيتور كانوا من المديرين التنفيذيين للشركات الصغيرة، ممن يتم تمويلهم من قِبل رأس مال المخاطرة، ومدعم بالسيولة وعائدات الأسهم الخاصة.
وكانت تجربة نادي أجريجيتور هي السياق الذي أخذ منه دان فكرة إنشاء شبكة اجتماعية خاصة برجال الأعمال، حيث عمل في الأساس على بعض البرامج التي تتيح لإعضاء النادي الوصول إلى اتصالات بعضهم البعض.
وفي عام 2004، أسس بالاشتراك مع ثيري لوناتي (Thierry Lunati) فيادوك - وهو الاسم الأصلي لشبكة فياديو، مستثمرًا جزءًا من أول خمسة ملايين يورو يتم جمعها لنادي أجريجيتور.
في عام 2006، تحول منصة الشبكة الاجتماعية لفيادوك لإلى فياديو, حيث كانت الشركة تهدف إلى تطوير الشبكة في جميع أنحاء العالم وإطلاق نسختين لها باللغة الإنجليزية والإيطالية. ومع عدد مستخدمين يزيد على 30 مليون مستخدم في جميع أنحاء العالم، تُعتبر شبكة فياديو ثاني أكبر شبكة اجتماعية لرجال الأعمال في العالم.

## وصلات خارجية
- Dan Serfaty on Viadeo نسخة محفوظة 2 أكتوبر 2010 على موقع واي باك مشين.